# Selkäsaari (ö i Södra Österbotten, Kuusiokunnat, lat 62,48, long 24,01)
Selkäsaari är en ö i Finland. Den ligger i sjön Peränne och i kommunen Etseri i den ekonomiska regionen  Kuusiokunnat  och landskapet Södra Österbotten, i den sydvästra delen av landet, 260 km norr om huvudstaden Helsingfors. Öns area är 9 hektar och dess största längd är 0,6 kilometer i nord-sydlig riktning.